# نظام التأمين الوطني للإعاقة
يعد نظام التأمين الوطني للإعاقة (بالإنجليزية: National Disability Insurance Scheme (NDIS)) نظامًا تابعًا للحكومة الأسترالية يمول الدعم المعقول والضروري المرتبط بالإعاقة الكبيرة والدائمة للأشخاص الذين تقل أعمارهم عن 65 عامًا. تم تقديم المخطط لأول مرة في عام 2013 بعد حملة «اجعلها حقيقية» المجتمعية والدعوة من قبل مجموعات الإعاقة،، ويخضع لقانون مخطط التأمين الوطني للإعاقة لعام 2013 («قانون نظام التأمين الوطني للإعاقة»). يتم إدارة هذا النظام من قبل الوكالة الوطنية للتأمين على الإعاقة كجزء من وزارة الخدمات الاجتماعية وتشرف عليه لجنة الجودة والضمانات التابعة لنظام التأمين الوطني للإعاقة.
يقوم نموذج نظام التأمين الوطني للإعاقة بتخصيص التمويل لشخص ما، حيث يقوم الشخص أو الوصي عليه أو «مدير الخطة» الخاص بشراء السلع والخدمات من الموردين. يتم تمويل هذا المخطط بالكامل من قبل القطاع العام ولا يعتمد على اختبار الموارد، حيث لا يقوم المستفيدون بشراء المخطط أو المساهمة فيه بشكل مباشر. يعد برنامج نظام التأمين الوطني للإعاقة مستقلاً عن معاش دعم الإعاقة وأي برامج إعاقة على مستوى الولاية والإقليم، على الرغم من أن خدمات الملاحة الخاصة ببرنامج نظام التأمين الوطني للإعاقة قد تساعد الأفراد في الوصول إلى هذه الدعمات. كما يقوم برنامج نظام التأمين الوطني للإعاقة بتمويل دعم الإعاقة حصريًا، وليس التكاليف المرتبطة بالرعاية الصحية؛ حيث تظل هذه التكاليف ممولة من القطاع العام بموجب الرعاية الطبية وخدمات الصحة الحكومية في الولايات والأقاليم.
صدر تشريع في عام 2024 لإصلاح برنامج التأمين الوطني للإعاقة لتحسين إدارة تكاليف البرنامج وفعالية الدعم المُقدم. تُوفر الحزمة حوالي 500 مليون دولار أسترالي لتحسين آليات الشراء التنظيمية والقائمة على الأدلة، ومراجعة خدمات الربط المحلية، وإصلاح تسعير البرنامج لتحسين الشفافية والقدرة على التنبؤ. جاء هذا التشريع استجابةً لمراجعة نظام التأمين الوطني للإعاقة المستقلة، والمخاوف من تورط بعض المشاركين والموردين في البرنامج في عمليات احتيال، وزيادة في الدعم منخفض القيمة الذي يُموله البرنامج.

## التاريخ

### السياق
بعد فترة وجيزة من إنشائها، قامت الولايات والأقاليم بتشغيل ملاجئ ومؤسسات أخرى للأشخاص ذوي الإعاقة، مُحاكيةً بذلك نموذج العلاج السائد في المملكة المتحدة. وكانت هذه المؤسسات غالبًا كبيرة وسكنية.[بحاجة لمصدر]
قانون المعاشات التقاعدية للعجزة وكبار السن لعام 1908 ينص على «معاش العجزة» للأشخاص «غير القادرين على العمل بشكل دائم» وغير القادرين على إعالة أسرهم (طالما استوفوا المتطلبات العرقية وغيرها). وقد أدى هذا إلى توفير الأموال التي يمكن للمستفيدين إنفاقها على رعايتهم ومساعدتهم.
في عام 1941، بدأت حكومة كيرتن ‏ «مشروع التدريب المهني للمتقاعدين غير القادرين على العمل». وقد وفر هذا البرنامج العلاج المهني والخدمات المرتبطة به للأشخاص الذين لم يكونوا عاجزين بشكل دائم، لمساعدتهم في الحصول على عمل. في عام 1948، أصبح هذا الجسم هو خدمة إعادة التأهيل التابعة للكومنولث ‏، واستمر عمله.
خلال سبعينيات القرن العشرين، تحولت رعاية الأشخاص ذوي الإعاقة الشديدة في أستراليا من الرعاية المؤسسية إلى الرعاية المجتمعية. في عام 1974، اقترح جوج ويتلام إنشاء نظام وطني للتأمين ضد العجز مثل النظام الذي تم إنشاؤه في نيوزيلندا في ذلك العام ‏. تشير الأكاديمية دونا ماكدونالد إلى أن أمين الخزانة بيل هايدن هو الذي أقنع ويتلام بالتركيز على تقديم ميديبنك (السلف لبرنامج الرعاية الطبية) بدلاً من ذلك.
في عام 1991، حل معاش دعم الإعاقة ‏ (DSP) محل معاش العجز، بهدف زيادة إعادة تأهيل المستفيدين وساعات العمل المدفوعة الأجر.
في عام 2005، أنشأت حكومة ولاية نيو ساوث ويلز مخطط الرعاية والدعم مدى الحياة لتغطية الرعاية المستمرة للأشخاص الذين أصيبوا بجروح خطيرة في حوادث السيارات.
في عام 2006، التقى بروس بونيادي، رئيس يورالا، مع وزير حزب العمال السابق براين هاو، الذي وضعه على اتصال بمجموعة من الأشخاص الذين أصبحوا معروفين باسم مجموعة الاستثمار في الإعاقة. قدمت مجموعة الاستثمار في الإعاقة تقريراً مستقلاً إلى قمة أستراليا 2020 ‏ في عام 2008. ثم أرسلوا توصياتهم إلى لجنة الإنتاجية ‏. أصدرت لجنة الإنتاجية تقريرًا حول هذه القضية في عام 2011. «تم النظر إلى الإعاقة في أستراليا باعتبارها قضية اقتصادية، وليست قضية اجتماعية». توصلت الأبحاث التي أجرتها شركة برايس ووتر هاوس كوبرز في عام 2011 إلى أنه بحلول عام 2025 تقريبًا ستكون تكلفة الحفاظ على الوضع الراهن فيما يتعلق برعاية الأشخاص ذوي الإعاقة أكبر من تكلفة برنامج التأمين الوطني للإعاقة. في عام 2011، وافق مجلس الحكومات الأسترالية ‏ على أن قطاع الإعاقة في أستراليا يحتاج إلى الإصلاح.
في عام 2011، أوصي بإدراج الإعاقة النفسية الاجتماعية ضمن المخطط. ونتيجة لاستخدام قطاع الصحة العقلية لنهج التعافي بدلاً من التركيز على الإعاقة الدائمة، فقد كان هذا بمثابة صدام ثقافي.
وفقًا لتقرير صادر عن المعهد الأسترالي للصحة والرعاية الاجتماعية ‏ في سبتمبر 2012، شهد الطلب على مساعدات الإعاقة في أستراليا زيادات كبيرة في السنوات الأخيرة.

### إنشاء تجربة نظام التأمين الوطني للإعاقة

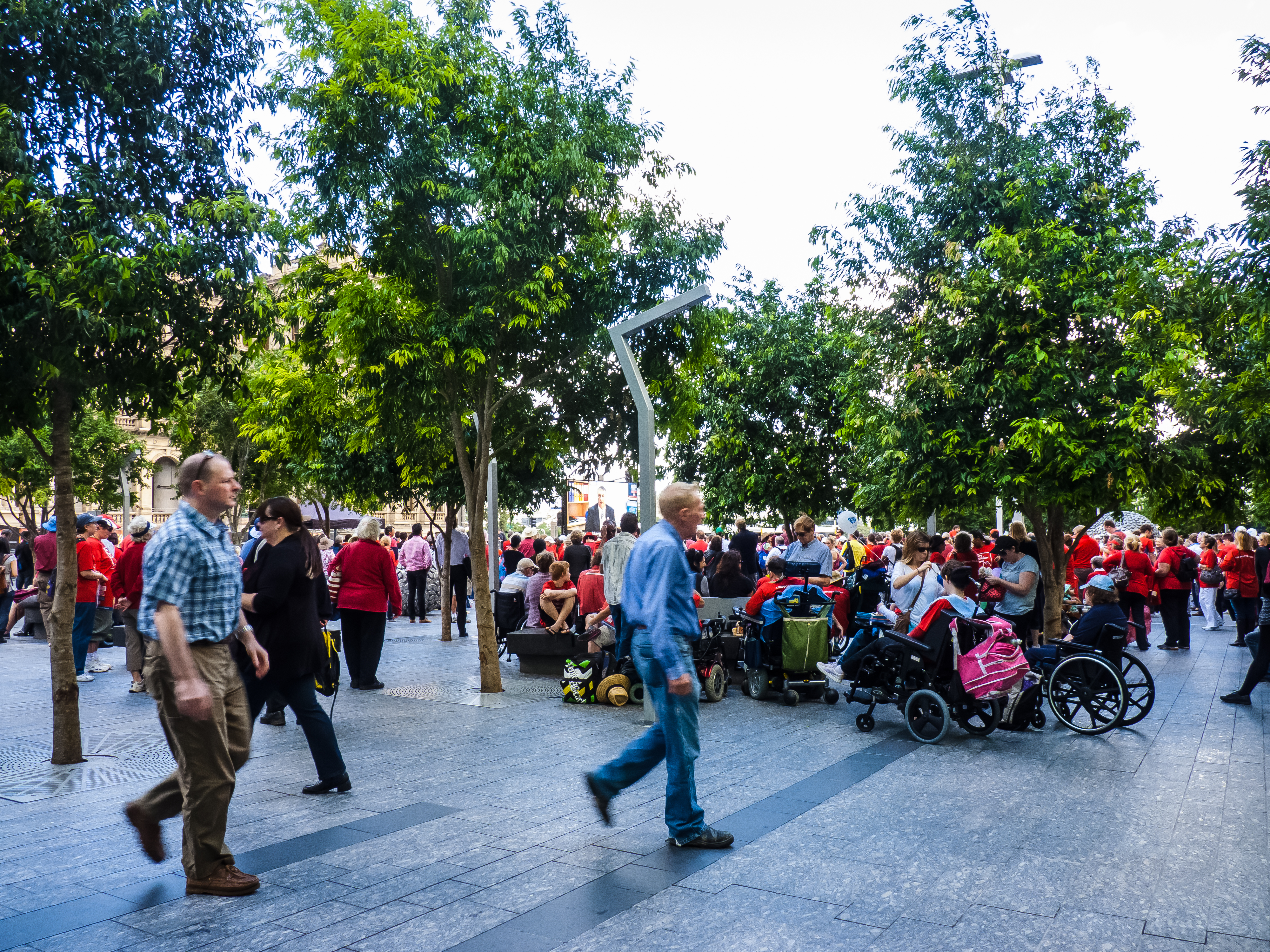
مظاهرة لدعم الخطة الوطنية للإعاقة، بريسبان، 2012.

تم تقديم مشروع قانون لإنشاء نظام التأمين الوطني للإعاقة إلى البرلمان الفيدرالي في نوفمبر 2012 من قبل رئيسة الوزراء آنذاك جوليا جيلارد. تم إقراره في مارس 2013 باعتباره قانون نظام التأمين الوطني للإعاقة لعام 2013. هناك مجلس إصلاح الإعاقة التابع لمجلس الحكومات الأسترالية والذي يواصل الإشراف على برنامج التأمين الوطني للإعاقة.
عندما تولت حكومة أبوت ‏ السلطة في عام 2013، كان مساعد الوزير المسؤول عن برنامج التأمين الوطني للإعاقة هو ميتش فيفيلد، الذي وضع حدًا أقصى لعدد الموظفين الذين يمكن أن توظفهم هيئة التأمين الوطني للإعاقة إلى 3000 موظف، في حين قدرت لجنة الإنتاجية ‏ العدد بعشرة آلاف موظف.
خصصت الميزانية الفيدرالية الأسترالية لعام 2013 ‏ مبلغ 14.3 مليار دولار أمريكي لبرنامج التأمين الوطني للإعاقة، والذي سيتم دفعه من خلال زيادة ضريبة الرعاية الطبية بنسبة 0.5%.  اعتبارًا من مايو 2013، قدرت الحكومة الأسترالية أن قطاع الإعاقة في أستراليا سيحتاج إلى مضاعفة حجمه لتلبية احتياجات الخطة الوطنية للإعاقة.  تم تنفيذ الجزء الأول من المخطط في الأول من يوليو 2013.  كان يُعرف في البداية باسم «رعاية ذوي الإعاقة في أستراليا» وبدأ فقط في جنوب أستراليا وتسمانيا ومنطقة هانتر ‏ في نيو ساوث ويلز ومنطقة باروون ‏ في فيكتوريا. ثم بدأ تطبيق برنامج نظام التأمين الوطني للإعاقة في إقليم العاصمة الأسترالية (ACT) في يوليو 2014. ارتفعت ضريبة الرعاية الطبية من 1.5% إلى 2% في 1 يوليو 2014، لتمويل برنامج التأمين الوطني للإعاقة. 
خصصت الميزانية الفيدرالية الأسترالية لعام 2013 ‏ مبلغ 14.3 مليار دولار أمريكي لبرنامج التأمين الوطني للإعاقة، والذي سيتم دفعه من خلال زيادة ضريبة الرعاية الطبية بنسبة 0.5%. اعتبارًا من مايو 2013، قدرت الحكومة الأسترالية أن قطاع الإعاقة في أستراليا سيحتاج إلى مضاعفة حجمه لتلبية احتياجات الخطة الوطنية للإعاقة. تم تنفيذ الجزء الأول من المخطط في الأول من يوليو 2013. كان يُعرف في البداية باسم «رعاية ذوي الإعاقة في أستراليا» وبدأ فقط في جنوب أستراليا وتسمانيا ومنطقة هانتر ‏ في نيو ساوث ويلز ومنطقة باروون ‏ في فيكتوريا. ثم بدأ تطبيق برنامج نظام التأمين الوطني للإعاقة في إقليم العاصمة الأسترالية (ACT) في يوليو 2014. ارتفعت ضريبة الرعاية الطبية من 1.5% إلى 2% في 1 يوليو 2014، لتمويل برنامج التأمين الوطني للإعاقة.
خلال الأشهر التسعة الأولى من المشروع، تمكن 5400 شخص من ذوي الإعاقة من الوصول إلى خطة نظام التأمين الوطني للإعاقة.
بين عامي 2014 ومايو 2015، قادت منظمة الأشخاص ذوي الإعاقة في أستراليا، بالتعاون مع شركة ماكس هاردي للاستشارات، وبدعم من الهيئة الوطنية للتأمين على الإعاقة، مشروعًا بعنوان بطاقة تقييم لجنة التحكيم للمواطنين في النظام الوطني للتأمين على الإعاقة. وشمل المشروع اثني عشر أستراليًا، من بينهم أشخاص من ذوي الإعاقة، تم اختيارهم عشوائيًا للعمل كمحلفين غير متخصصين، وكان دورهم تحديد مدى تحقيق النظام الوطني للتأمين على الإعاقة لرؤيته وتطلعاته المعلنة.
في فبراير 2015، تم إلغاء هيئة خدمة إعادة التأهيل الكومنولثية في أستراليا الحكومية لإعادة تأهيل وتوظيف الأشخاص ذوي الإعاقة، وتم توزيع وظائفها عبر أسواق نظام التأمين الوطني للإعاقة وخدمات توظيف الأشخاص ذوي الإعاقة.
في أواخر عام 2015، بدأت حكومة أبوت ‏ عملية إجراء تغييرات كبيرة على مجلس إدارة الوكالة الوطنية للإعاقة. وزعم أعضاء مجلس الإدارة الحاليون، بما في ذلك رئيس مجلس الإدارة آنذاك بروس بونيادي، أن مناصبهم تم الإعلان عنها علنًا قبل إبلاغهم بذلك. في أكتوبر 2016، أعلن وزير الخدمات الاجتماعية آنذاك، كريستيان بورتر، عن نيته تعيين عدد من الأعضاء الجدد في مجلس الإدارة، بما في ذلك رئيس جديد. كانت الخبرة الأساسية للأعضاء المعينين حديثًا في قطاعات الشركات المختلفة، بما في ذلك «الخدمات المالية، والصحة، والطاقة، والموارد، والتعليم، والقطاعات الفنية»، بدلاً من خبرة عضو مجلس الإدارة السابق في قطاع الإعاقة. تم الإعلان رسميًا عن المعينين الجدد في مجلس الإدارة، بما في ذلك رئيسة المجلس الحالية الدكتورة هيلين نوجنت، في 12 يناير 2017.
حاولت الميزانية الفيدرالية الأسترالية لعام 2016 ‏ توفير 2.1 مليار دولار لصندوق نظام التأمين الوطني للإعاقة من خلال إعادة تقييم قدرة متلقي معاش دعم الإعاقة ‏ على العمل، وخفض التعويضات لنظام تسعير الكربون ‏. وشمل ذلك إلغاء حملة إعلانية لتعريف الناس ببرنامج نظام التأمين الوطني للإعاقة. علاوة على ذلك، تعهدت هذه الميزانية بتقليص عدد الموظفين الدائمين في الوكالة الوطنية للإعاقة إلى 3،000 موظف. أعربت مجموعة الأشخاص ذوي الإعاقة في أستراليا ‏ عن مخاوفها من أن يصبح برنامج التأمين الوطني للإعاقة «كرة قدم سياسية».

### الانتقال إلى العمليات الوطنية
بدأ تطبيق نظام التأمين الوطني للإعاقة رسميًا في 1 يوليو 2016. أعلن الرئيس التنفيذي لنظام التأمين الوطني للإعاقة، ديفيد بوين، عن استقالته في مارس 2017، والتي دخلت حيز التنفيذ في نوفمبر 2017. تم استبداله بالرئيس التنفيذي السابق لبنك ويست، روب دي لوكا.
في أبريل 2018، أعلنت الوكالة الوطنية للإعاقة أن شركة سيركو ستتولى تشغيل مراكز اتصال في ملبورن ومنطقة فيكتوريا الإقليمية لمدة عامين. وقد أثار هذا الأمر قلق هيئة المناصرة للأشخاص ذوي الإعاقة في أستراليا وغيرها من الهيئات بشأن افتقار شركة سيركو للخبرة في التعامل مع الإعاقة على الرغم من كونها نقطة الاتصال الأولى مع العملاء.
وأشارت مجلة المراجعة المالية الأسترالية ‏ إلى أن برنامج نظام التأمين الوطني للإعاقة «أصبح عاملاً اقتصاديًا في حد ذاته»، وخاصة في المناطق الإقليمية.
وجد تقرير صادر عن جامعة فلندرز حول تشغيل نظام التأمين الوطني للإعاقة أن نصف جميع المشاركين في نظام التأمين الوطني للإعاقة إما تعرضوا لانخفاض في الدعم أو لم يختبروا أي تغيير في مستويات الدعم منذ تقديم نظام التأمين الوطني للإعاقة.
في عام 2018، أفادت التقارير أن الوكالة الوطنية للإعاقة خصصت ميزانية قدرها 10 ملايين دولار أمريكي للخدمات القانونية التي تُوظّف لمنع الأشخاص من المطالبة بمزيد من الأموال بموجب البرنامج أو منعهم من الوصول إليه. وحتى مايو، حُلّت 260 قضية أمام المحاكم، وخسرت الوكالة الوطنية للإعاقة 40% منها.
وقد قامت نظام التأمين الوطني للإعاقة بتطوير مساعد افتراضي يسمى «ناديا» والذي يأخذ شكل الصورة الرمزية باستخدام صوت الممثلة كيت بلانشيت (انظر الذكاء الاصطناعي في الحكومة).
اعتبارًا من 30 يونيو 2019، كان هناك حوالي 298،816 شخصًا من ذوي الإعاقة يتلقون الدعم من برنامج نظام التأمين الوطني للإعاقة.
أصدرت مراجعة Tune، التي قادها ديفيد تون في عام 2019، 29 توصية لمساعدة نظام التأمين الوطني للإعاقة. تم تسليم التقرير إلى الحكومة في ديسمبر 2019، وتم نشره في يناير 2020.
في عام 2021، كان من المقرر تقديم تقييمات مستقلة للمشاركين في نظام التأمين الوطني للإعاقة الذين تزيد أعمارهم عن 7 سنوات. وستركز التقييمات المستقلة على «الظروف الفردية والقدرة الوظيفية». سيكون المقيمون من المتخصصين الصحيين المؤهلين الذين ليسوا موظفين في الوكالة الوطنية للإعاقة، ولا يجوز لهم أن يكونوا متخصصين في الرعاية الصحية العاديين للمشارك. ستستغرق التقييمات من ساعة إلى أربع ساعات، وسيطرح عليك المُقيّمون أسئلة حول حياتك وما يهمك، وسيطلبون منك معرفة كيفية تعاملك مع بعض المهام اليومية. سيعملون معك من خلال بعض أدوات التقييم الموحدة، بناءً على عمرك أو إعاقتك. يشعر المدافعون عن حقوق ذوي الإعاقة بالقلق إزاء تقديم التقييمات المستقلة، وقد ربطت الوكالة الوطنية للإعاقة صراحةً تقديم التقييمات المستقلة باحتواء تكلفة الوكالة الوطنية للإعاقة. وفي حين أن الحكومة الائتلافية ملتزمة بتقديم تقييمات مستقلة، فإنها لا تحظى بدعم برلماني. في أعقاب حملة الضغط التي شنتها منظمة كل أسترالي مهم، وهي تحالف للأشخاص ذوي الإعاقة، تم تعليق مخطط تجريبي للتقييمات المستقلة في أبريل/نيسان 2021. وشهدت الحملة الانتخابية اللاحقة التخلي عنهم بالكامل في يوليو 2021.
بحلول أبريل 2022، لم يكن حوالي 85% من الأشخاص ذوي الإعاقة في أستراليا مشمولين ببرنامج التأمين الوطني للإعاقة. وقد خدم البرنامج ما يزيد قليلاً عن 518،000 شخص من أصل ما يُقدر بنحو 4.4 مليون أسترالي من ذوي الإعاقة. وأشار خبراء أجرت هيئة الإذاعة الأسترالية (ABC) مقابلات معهم إلى أن هذا يعود جزئيًا إلى عدم أهلية الأشخاص الذين تزيد أعمارهم عن 65 عامًا للحصول على دعم برنامج التأمين الوطني للإعاقة، وأن بعض الإعاقات الأقل وضوحًا يصعب إثبات أهليتها.
في أغسطس 2024، تم تمرير سلسلة من إصلاحات نظام التأمين الوطني للإعاقة، والتي من المقرر أن تقلل إنفاق نظام التأمين الوطني للإعاقة بمقدار 14 مليار دولار على مدى السنوات الأربع التالية ‏. وتضمنت الإصلاحات نقل دعم الإعاقة الأساسي إلى الولايات وخارج برنامج التأمين الوطني للإعاقة، وتشديد قواعد الأهلية لبعض أشكال الدعم، وتحديد هدف نمو الإنفاق السنوي بنسبة 8%.

## الخدمات
تهدف المرحلة الأولى من نظام التأمين الوطني للإعاقة إلى توفير الدعم المعقول والضروري للأشخاص ذوي الإعاقة الكبيرة والدائمة.
يتم تقسيم الدعم الممول من قبل نظام التأمين الوطني للإعاقة على ثلاثة مجالات. تشمل «الدعمات الأساسية» العناصر الاستهلاكية اليومية مثل مساعدات التحكم في البول، ومساعدة الرعاية الشخصية، والدعم بالمشاركة الاجتماعية والمجتمعية، والتمويل للنقل. «بناء القدرات» يهدف إلى بناء استقلالية الشخص ذي الإعاقة وقدرته على إدارة حياته بنفسه. إن ميزانية «الدعم الرأسمالي» مخصصة لتكنولوجيا المساعدة الباهظة الثمن وتعديلات المنزل أو السيارة.
يهدف برنامج ربط المعلومات وبناء القدرات إلى دعم الأستراليين الذين يعيشون مع الإعاقة من خلال تقديم المنح للمنظمات لتسهيل المشاركة الاقتصادية والمجتمعية. وشمل ذلك مشاريع ركزت على القدرات الفردية، ومشاريع عملت على تحسين إمكانية الوصول إلى المجتمع السائد. ومن خلال برنامج ربط المعلومات وبناء القدرات، تم دعم المشاركين في نظام التأمين الوطني للإعاقة أيضًا لإدارة مشاريع تجارية صغيرة. اعتبارًا من منتصف عام 2020، انتقل برنامج ربط المعلومات وبناء القدرات من نظام التأمين الوطني للإعاقة إلى وزارة الخدمات الاجتماعية.
خلال المرحلة التجريبية لخطة نظام التأمين الوطني للإعاقة، دعمت الخطة ما يلي:
- حوالي 3000 شخص من خلال مكتب المحاكمة في نيوكاسل، نيو ساوث ويلز
- حوالي 1500 طفل حتى سن 5 سنوات من خلال مكتب التجارب في جنوب أستراليا
- حوالي 800 شاب مؤهل تتراوح أعمارهم بين 15 و24 عامًا في تسمانيا
- حوالي 4000 شخص في منطقة باروون الجنوبية الغربية، فيكتوريا
- 2500 شخص في إقليم العاصمة الأسترالية، حيث كان يستعد ليصبح أول إقليم يتم تنفيذ المخطط فيه بالكامل اعتبارًا من يوليو 2014.[73]

ارتفع عدد الأشخاص الذين تلقوا المساعدة إلى 20 ألف شخص من ذوي الإعاقة بحلول عام 2015. وقد أوصي بزيادة المشاركة إلى 410 آلاف، إلا أن هذا الرقم لا يزال غير مؤكد. هناك نقطتا دخول رئيسيتان إلى نظام التأمين الوطني للإعاقة، من خلال التدخل المبكر في مرحلة الطفولة المبكرة لمن هم دون سن 6 سنوات، والمخطط العام لمن تتراوح أعمارهم بين 6 و65 عامًا.
في عام 2017، خصصت نظام التأمين الوطني للإعاقة ميزانية سنوية قدرها 700 مليون دولار لتوفير السكن المتخصص للأشخاص ذوي الإعاقة، والذي سيتم استخدامه لإيواء 28 ألف شخص من ذوي الاحتياجات العالية للدعم.
اعتبارًا من عام 2015، كان هناك أكثر من 7000 شاب من ذوي الإعاقة يعيشون في دور رعاية المسنين. أحد أهداف نظام التأمين الوطني للإعاقة هو إخراج الشباب ذوي الإعاقة من مؤسسات الرعاية السكنية للمسنين.
تم تمويل العلاجات لعلاج عسر البلع في إطار برنامج التأمين الوطني للإعاقة حتى أواخر عام 2017. تمت مراجعة عسر البلع، من بين حالات أمراض النطق الأخرى، باعتبارها مخاوف صحية وليست إعاقات، وتم تحويلها إلى إدارتها من قبل خدمات الصحة في الولاية والإقليم.
يُنجز نظام التأمين الوطني للإعاقة ما بين 300،000 و500،000 دفعة يوميًا، وحتى أوائل عام 2024، كانت المطالبات المقدمة خارج ساعات العمل المعتادة تُعالج تلقائيًا دون أي رقابة. ويُعدّ هذا النظام ثاني أكبر نظام مطالبات في الحكومة الأسترالية، حيث يُعالج نظام الرعاية الطبية (الرعاية الطبية) عددًا أكبر من المطالبات يوميًا.

## تكاليف المخطط
وكانت تكلفة برنامج التأمين الوطني للإعاقة موضع خلاف في وقت أصرت فيه الحكومة الفيدرالية على العودة إلى الفائض في الميزانية الفيدرالية الأسترالية لعام 2013 ‏. في عام 2010، قدرت لجنة الإنتاجية ‏ أن التكلفة ستبلغ 15 دولارا أستراليا. مليار دولار سنويا. وبعد عامين، قام تقرير حكومي بتعديل هذا الرقم إلى 22 دولارًا. مليار في عام 2018. وبحسب وزيرة إصلاح الإعاقة، جيني ماكلين ‏، فإن البرنامج سوف يضاعف فعلياً تكلفة دعم الأشخاص ذوي الإعاقة. في البداية، وصف عدد من وزراء الإعاقة في الولايات مشروع التشريع الخاص ببرنامج التأمين الوطني للإعاقة بأنه يفتقر إلى المرونة وانتقدوه لكونه مفرطًا في التقييد.
كانت ولاية نيو ساوث ويلز أول ولاية تلتزم بتمويل المخطط بالكامل في 7 ديسمبر 2012، حيث تم تقسيم التكاليف تقريبًا بين الحكومة الفيدرالية وحكومات الولايات. أراد رئيس وزراء ولاية كوينزلاند آنذاك، كامبل نيومان، أن تقوم الحكومة الفيدرالية بتمويل المخطط بالكامل، بحجة أن الولاية لا تستطيع تخصيص الأموال في حين أن ديون الولاية مرتفعة. في 8 مايو 2013، وقع كامبل نيومان اتفاقية لدعم البرنامج.
تم التوصل إلى اتفاق بين تسمانيا والحكومة الفيدرالية في 2 مايو 2013. التزمت الدولة بمبلغ 134 مليون دولار مليون دولار من التمويل الأولي. وقعت الإقليم الشمالي اتفاقية للانضمام إلى المخطط في 11 مايو 2013. اعتبارًا من 1 يوليو 2014، ارتفعت ضريبة الرعاية الطبية من 1.5% إلى 2% للمساعدة في تمويل نظام التأمين الوطني للإعاقة.
وقد لوحظ أن تمويل المخطط معقد، حيث يتم تجميع الأموال من مصادر متعددة على المستوى الفيدرالي ومستوى الولايات/الأقاليم. اشتكت منظمة كلاب الإرشاد فيكتوريا من أن نصف أعضائها فقط مؤهلون للحصول على نظام التأمين الوطني للإعاقة، وأنهم يخسرون التبرعات لأن الجمهور يعتقد أن منظمة كلاب الإرشاد فيكتوريا ممولة بموجب نظام التأمين الوطني للإعاقة.
أعلن سكوت موريسون في يناير 2017 أن لجنة الإنتاجية ‏ ستجري مراجعة مستقلة لنظام التأمين الوطني للإعاقة. فاز رجل من العصر الفيكتوري يعيش في مورياك بقضية محكمة ضد برنامج التأمين الوطني للإعاقة لموافقته على تمويل 75% فقط من تكاليف نقله إلى جيلونج من أجل عمله و«أنشطته المدعومة من برنامج التأمين الوطني للإعاقة».
لقد لوحظ أن التركيز في خطة نظام التأمين الوطني للإعاقة ينبع من تقرير لجنة الإنتاجية لعام 2011 الذي بدأها.
تم اقتراح زيادة بنسبة 0.5% على ضريبة الرعاية الطبية بعد ميزانية عام 2017 ‏، ولكن في أبريل 2018 تم إلغاء هذا الاقتراح، حيث وجدت الحكومة «مصادر أخرى للإيرادات». وحثت جماعات ذوي الإعاقة الحكومة على توفير قدر أكبر من الوضوح.  في عام 2018، أنشأت حكومة موريسون ‏ صندوق الجفاف المستقبلي للمزارعين باستخدام 3.9 مليار دولار «معاد استخدامها» من برنامج التأمين الوطني للإعاقة.
يوفر برنامج التأمين الوطني للإعاقة تمويلًا لتعديل المنازل بما يتناسب مع احتياجات أي شخص من ذوي الإعاقة، ليتمكن من الوصول إليها بأمان والتنقل براحة في الأماكن التي يستخدمها باستمرار. كما يمول البرنامج دعمًا عادلًا ومناسبًا يتعلق بتعديلات المنازل أو يرتبط بها في بعض الحالات.
قدر تقرير صادر عام 2021 عن مؤسسة الفكر المستقلة Per Capita أنه مقابل كل دولار يتم إنفاقه على نظام التأمين الوطني للإعاقة، كان هناك عائد استثمار قدره 2.25 دولارًا. يُعد نظام التأمين الوطني للإعاقة ثاني أغلى برنامج حكومي في أستراليا، بعد معاشات التقاعد للمسنين.
تبلغ تكلفة برنامج التأمين الوطني للإعاقة 29.3 مليار دولار في الفترة 2021–22، و33.9 مليار دولار في الفترة 2022–23، و38 مليار دولار في الفترة 2023–24، ومن المتوقع أن تبلغ تكلفته 41.4 مليار دولار في الفترة 2024–24، و44.6 مليار دولار في الفترة 2025–26.
في عام 2024، اقترح خبير الاكتواري في الحكومة الأسترالية أن تكلفة نظام التأمين الوطني للإعاقة قد تصل إلى 125 مليار دولار سنويًا بحلول عام 2034 وكان معدل النمو 23% حتى عام 2023.

## التوظيف والقوى العاملة
أفادت لجنة الإنتاجية أن بعض المناطق لديها أقل من 40% من عدد موظفي خدمات الإعاقة اللازمين للتعامل مع الطلب على خدمات نظام التأمين الوطني للإعاقة. أنفقت وكالة التأمين الوطني للتأمين على المعاشات التقاعدية أكثر من 180 مليون دولار على الاستشاريين والمقاولين بين يوليو 2016 وأكتوبر 2017، وهو ما تزعم جيني ماكلين ‏ أنه يرجع إلى عمل وكالة التأمين الوطني للتأمين على المعاشات التقاعدية في ظل سقف التوظيف. حدد العاملون في مجال دعم ذوي الإعاقة الجوانب السلبية لبرنامج نظام التأمين الوطني للإعاقة فيما يتعلق بجودة الوظائف فقط في المقابلات مع جامعة نيو ساوث ويلز. تخطط الحكومة الألبانية ‏ لإزالة الحد الأقصى لعدد الموظفين.
وفي حين توقع تقرير حكومي صدر عام 2014 بشأن خطة التأمين الوطني للإعاقة أن تمكن الخطة مقدمي الرعاية من المشاركة بشكل أكبر في القوى العاملة أو في الأنشطة المرتبطة بالعمل، إلا أنه حتى عام 2018، كان هناك دليل محدود على أن هذا هو الحال.
اعتبارًا من عام 2021، تم تقدير أن برنامج نظام التأمين الوطني للإعاقة يوظف أكثر من 270 ألف شخص في 20 مهنة مختلفة، ويساهم بشكل غير مباشر في توظيف عشرات الآلاف الآخرين.

## كيفية إدارة خطط نظام التأمين الوطني للإعاقة
يتم تخصيص أموال لكل مشارك في ما يسمى بالخطة. تحتوي كل خطة على تمويل يمكن إنفاقه على أنشطة معتمدة مسبقًا مثل العلاجات. هناك ثلاث طرق يمكن من خلالها إدارة خطة نظام التأمين الوطني للإعاقة: من قبل المشارك أو المرشح الذي يدير الخطة، أو من قبل مزود إدارة الخطة المسجل، أو من قبل NDIA. عندما يدير المشارك خطته بنفسه، يُطلب منه الاحتفاظ بسجلات لجميع المشتريات في حالة إجراء تدقيق مستقبلي.

## لجنة الجودة والضمانات لبرنامج التأمين الوطني للإعاقة
لجنة الجودة والضمانات لبرنامج التأمين الوطني للإعاقة هي الوكالة الوطنية المكلفة بتنظيم مقدمي الخدمات لبرنامج نظام التأمين الوطني للإعاقة. ويتضمن ذلك:
- حماية سلامة المشاركين في برنامج نظام التأمين الوطني للإعاقة من خلال تنسيق الفحص المتسق على المستوى الوطني للعاملين في قطاع الإعاقة
- تعزيز استخدام الممارسات الأقل تقييدًا كجزء من خطط إدارة السلوك
- التحقيق في وملاحقة استراتيجيات التسعير غير العادلة المزعومة للدعم الممول من نظام التأمين الوطني للإعاقة
- فرض امتثال مقدم الخدمة لقواعد السلوك والمعايير الخاصة ببرنامج نظام التأمين الوطني للإعاقة
- ضمان أن الدعم الممول من نظام التأمين الوطني للإعاقة آمن وعالي الجودة

لا تُنظّم اللجنة القرارات الإدارية للهيئة الوطنية للتأمين ضد الإعاقة، مثل ميزانيات الخطط أو أهلية المشاركين. يحقّ لمشتركي برنامج التأمين الوطني للإعاقة تقديم شكاوى إلى اللجنة إذا كانوا قلقين بشأن سلامة أو جودة الدعم الذي يتلقونه بموجب تمويل البرنامج.
لا تنظم اللجنة القرارات الإدارية للوكالة الوطنية للتأمين على الإعاقة، مثل ميزانيات الخطة أو أهلية المشاركين. يحق للمشاركين في برنامج نظام التأمين الوطني للإعاقة تقديم شكاوى إلى اللجنة عندما يشعرون بالقلق بشأن سلامة أو جودة الدعم الذي يتلقونه بموجب تمويل نظام التأمين الوطني للإعاقة.

## قضايا الوصول والاحتيال
في عام 2024، صرّح خبير اقتصادي سابق في وزارة الخزانة الأمريكية قائلاً: «عندما يتعلق الأمر بالبرنامج الوطني للإعاقة، علينا التركيز على جودة الوظائف والدعم المُقدّم، وليس فقط على عدد الوظائف والدعم. فالعديد من الوظائف التي يُوفّرها البرنامج ليست وظائف رعاية في الخطوط الأمامية تُفيد الأشخاص ذوي الإعاقة بشكل مباشر». وفي عام 2024، ذكرت صحيفة «ذا أستراليان فاينانشال ريفيو» أن «النمو غير المُتحكّم فيه للبرنامج يُساهم في مشكلة التضخم والإنتاجية في أستراليا، كما يعتقد الاقتصاديون وأصحاب الأعمال [...] تُعدّ أستراليا الآن من بين أكبر المُنفقين الحكوميين على الإعاقة في العالم، حيث تُنفق أكثر من 84 مليار دولار سنويًا (أكثر من 3% من الناتج المحلي الإجمالي)، على بنود مثل البرنامج الوطني للإعاقة، ومعاشات دعم الإعاقة، ومدفوعات مُقدّمي الرعاية».
في عام 2024، تحت قيادة بيل شورتن، تم إطلاق فريق عمل جديد للقضاء على التمييز في الأسعار من قبل مقدمي خدمات نظام التأمين الوطني للإعاقة. سيستهدف هذا مقدمي الخدمة الذين يفرضون على المشاركين أسعارًا مختلفة اعتمادًا على ما إذا كانوا يتلقون تمويل نظام التأمين الوطني للإعاقة أم لا.
في عام 2022، حذر مايكل فيلان، رئيس لجنة الاستخبارات الجنائية الأسترالية آنذاك، من أن ما يصل إلى خمس تمويل الإعاقة في البرنامج الوطني للإعاقة يتعرض للاحتيال من قبل جماعات الجريمة المنظمة، بما يصل إلى 8 مليار دولار سنويًا. لقد قام المجرمون بالتلاعب بالمشاركين لتمويل المخدرات والعطلات والسيارات، مما دفع إلى إجراء مراجعة شاملة.
في عام 2015–16، تم استخدام 76% فقط من أموال المشاركين، وهو ما ذكرته لجنة الإنتاجية بأنه أمر مثير للقلق حيث يمكن أن يؤدي هذا إلى نتائج أسوأ للمشاركين. اعتبارًا من عام 2017، كانت حوالي 90% من تكاليف نظام التأمين الوطني للإعاقة مرتبطة بحزم تمويل المشاركين.
في عام 2018، قال بروس بونيادي إن القضية الرئيسية التي لم يتم حلها بعد هي نوع الدعم المقدم لأولئك الذين لا يتلقون الدعم من نظام التأمين الوطني للإعاقة. كانت هناك مخاوف من أن الأشخاص ذوي الإعاقات الذهنية الخفيفة، وكذلك المهمشين اجتماعيًا، سيجدون صعوبة في التعامل مع برنامج نظام التأمين الوطني للإعاقة.
قالت جان بايك ‏، اللاعبة البارالمبية السابقة، في فبراير 2017، إنه أثناء اشتراكها في برنامج نظام التأمين الوطني للإعاقة، استغرق الأمر خمسة أشهر حتى تم تسليمها كرسيًا متحركًا، ولم تتمكن من الحصول على مقاولين لتثبيت درابزين الاستحمام لأنهم كانوا قلقين بشأن عدم الحصول على أجورهم بسبب «تعطل» بوابة نظام التأمين الوطني للإعاقة على الويب. تم إنشاء مجموعة على الفيسبوك تدعى «مناقشة شعبية نظام التأمين الوطني للإعاقة» لاستخدامها من قبل الأشخاص ذوي الإعاقة لمناقشة تجاربهم مع نظام التأمين الوطني للإعاقة.
في أبريل 2017، تم رفض طلب كيرستن هارلي، التي كانت تعاني من مرض عضال، للحصول على الاتصالات المعززة من خلال نظام التأمين الوطني للإعاقة لأن حالتها سوف تتدهور. قالت منظمة التحالف العصبي الأسترالي إن خطط نظام التأمين الوطني للإعاقة لا يتم إعدادها بمشاركة أشخاص يفهمون الحالات العصبية وبالتالي فهي غير كافية. تم رفض طلب الدكتور جاستن يربيري ‏ للحصول على كرسي متحرك وتعديلات سكن ميسر بسبب تقييمه على أنه يعاني من متوسط عمر منخفض. كان تيم روبيناش مشتركًا في برنامج نظام التأمين الوطني للإعاقة، لكن تسليم معداته المساعدة تأخر حتى بعد وفاته. وقالت عائلته إن التأخير في استلام معداته أدى إلى تعجيل وفاته.
في يونيو/حزيران 2017، أفادت التقارير أن عملية كتابة خطط نظام التأمين الوطني للإعاقة قد تم تقليصها إلى ساعات بدلاً من أسابيع، وأن الأشخاص الذين يطلبون المراجعة قد تم قطعهم عن الخدمات الأساسية.
وأفادت التقارير في مايو/أيار 2017 أن أوقات الإدارة في منطقة باروون بالنسبة للبالغين ذوي الإعاقة أصبحت أطول، لكن الخدمات لم تزد.
تم تطوير المبادئ التوجيهية لإظهار كيفية تفاعل نظام التأمين الوطني للإعاقة مع الأنظمة الأخرى، مثل أنظمة الرعاية الصحية، وحماية الطفل، والخدمات التعليمية. وقد تم وصف هذه التفاعلات في سبتمبر 2017 بأنها مفتوحة لـ«تحويل التكلفة» بين نظام التأمين الوطني للإعاقة والخدمات الحالية.
في سبتمبر 2017، أفيد أن العديد من الخدمات المتخصصة كانت تغلق بسبب عدم وجود تمويل مجمع، مما يجعل من الصعب على المشاركين في نظام التأمين الوطني للإعاقة أن يتمكنوا من استخدام حزمهم.
في سبتمبر 2017، كان من المتوقع أن تكون الإعاقات الطفولية التي تبدأ في وقت متأخر (من سن 2 إلى 3 سنوات) من المرجح أن لا تحظى بالاهتمام الكافي في نموذج التدخل المبكر في مرحلة الطفولة المبكرة.
وقد قدرت الهيئة العليا لخدمات الإعاقة في أستراليا، وهي الخدمات الوطنية للإعاقة، في فبراير/شباط 2018 أن البرنامج الوطني للإعاقة ربما يكون مديناً بما يصل إلى 300 مليون دولار لمقدمي الخدمات.
وأشارت الصحيفة الأسترالية في مارس 2018 إلى أن قارئي بطاقات التارو ومقدمي العلاج الهامشي الآخرين أصبحوا مقدمي خدمات نظام التأمين الوطني للإعاقة.
يمكن للمشاركين أو مقدمي الرعاية لهم استئناف القرارات المتخذة بشأن تمويل نظام التأمين الوطني للإعاقة الخاص بهم عن طريق الذهاب إلى محكمة الاستئناف الإدارية ‏. يتم تحديد مبلغ التمويل الذي يمكن تخصيصه للأطفال الصغار للعلاجات بناءً على إرشادات سريرية داخلية موحدة لوكالة التأمين الوطني للإعاقة، بدلاً من تحديده من قبل الأطباء المعالجين.
في يونيو 2024، وجدت المراجعة المالية الأسترالية ‏ أن بعض الموردين كانوا يطالبون بما يصل إلى 20 ألف دولار أمريكي في تمويل نظام التأمين الوطني للإعاقة لسفر المشاركين وإجازاتهم. وأشار التقرير إلى أنه في حين يمكن استخدام تمويل نظام التأمين الوطني للإعاقة للمساهمة في تغطية التكاليف الإضافية للعطلات المطلوبة نتيجة للإعاقة، فإن المبادئ التوجيهية كانت «غامضة وعرضة للإساءة» من قبل مشغلي السفر غير المسجلين. وأشار بيتر نيجري، المدير الإداري لشركة تشغيل رحلات السفر للأشخاص ذوي الإعاقة، إلى أن المشغلين غير المسجلين معروفون باستخدام تمويل الراحة قصيرة الأجل لدفع ثمن الرحلات إلى ديزني لاند اليابان أو جولات الطائرات المروحية في وادي باروسا ‏ – مما يؤدي في الواقع إلى إنشاء عطلة ممولة من دافعي الضرائب، وأحيانًا بتكلفة تصل إلى 20 ألف دولار للشخص الواحد. يقول السيد نيجري إن هذه الأنشطة الاحتيالية كانت «تدمر سمعة مقدمي الخدمات الشرعيين» والآن تنظر الصناعة إلى المشاركين في نظام التأمين الوطني للإعاقة باعتبارهم «دلاء من المال جاهزة للقطف».
في المقال نفسه، صرّح جون داردو، رئيس قسم نزاهة برنامج التأمين الوطني للتأمين ضد الإعاقة، بأنه على الرغم من أن مدفوعات البرنامج تُعدّ من قِبل أشخاص ذوي نوايا حسنة، إلا أن النظام غير ناضج. قارن داردو بين برنامج التأمين الوطني للتأمين ضد الإعاقة وبرنامج الرعاية الطبية (الرعاية الطبية)، مشيرًا إلى أن الأخير مُقنن بشكل كبير بقواعد صارمة تُحدد ما يُموّل وما لا يُموّل. كما لفت الانتباه إلى تأثير مدير الخطة، الذي غالبًا ما يكون موظفًا في شركة خاصة يملك سلطة الموافقة على توزيع الأموال. وقد وُجد أن بعض مديري الخطط، وخاصةً المؤسسات الصغيرة، يُصرّحون في كثير من الأحيان بالتمويل دون أي دليل أو لشركات أو أفراد ذوي صلة. وقد وجد تحليل المراجعة المالية الأسترالية أن حوالي 300 مدير خطة لم يكونوا ليُوفوا بشرط إصدار بيان السجل الضريبي لهم، مما يُشير إلى أن هذه المؤسسات سُمح لها بإدارة خطط التأمين الوطني للتأمين ضد الإعاقة للمشاركين، بينما لم تُدير بشكل مناسب شؤونها الضريبية والمالية العامة الخاصة بشركاتها.

## وصلات خارجية
- الموقع الرسمي